# Azionariato sportivo
Con azionariato sportivo si intende l'applicazione dei principi di azionariato popolare in ambito sportivo.

## Funzionamento
Tramite l'azionariato sportivo viene prevista la distribuzione di azioni o quote ai tifosi di una società sportiva permettendo l'ingresso nella proprietà degli stessi garantendo un limitato potere di influenza all'interno dei meccanismi di gestione della stessa società.
Un club a partecipazione popolare, secondo la prassi emersa nel contesto europeo (in particolare in paesi come Germania, Regno Unito e Spagna, specificatamente evoluti in questo ambito), può essere:
- un'associazione sportiva in cui ogni associato ha un solo voto a prescindere dal contributo che versa, secondo il principio di «una testa, un voto»;
- una società sportiva, sotto forma di società a responsabilità limitata (Srl) o società per azioni (Spa), partecipata per la totalità o per almeno il 50%+1 delle sue quote o azioni, da un'associazione di tifosi (il cosiddetto Supporters' trust, a sua volta regolato dal principio di «una testa, un voto») aperta, inclusiva, accessibile a tutti.

Tali club sono espressione di democrazia e partecipazione attiva; tutti i soci sono uguali, hanno gli stessi diritti e doveri e facoltà di accesso alle cariche associative, senza limitazioni nel privilegi. Di fatto, è quanto avviene nel modello associativo tedesco con le eingetragener Verein, nelle esperienze dei Supporters' trust e Community Club («Fan-Owned») inglesi, nei club dilettantistici spagnoli e in alcuni di quelli professionistici con il modello dei Socios.
Tuttavia, soprattutto in Italia — dove si tende ad associare ciascun caso alle esperienze di partecipazione democratica dei paesi succitati ―, la definizione viene largamente usata in maniera impropria per descrivere i tentativi di messa in atto di forme non democratiche di pseudo-partecipazione dei tifosi: in primo luogo perché tale modello viene declinato in società a responsabilità limitata (la forma giuridica più utilizzata dalle società sportive) che dunque non dispongono di azioni, bensì di quote societarie, e in secondo luogo perché quasi sempre l'acquisto di azioni o quote societarie non permette al tifoso di partecipare attivamente alla vita del club in quanto il potere di influenza è limitato al peso della partecipazione, spesso di minoranza, e ponderata per il numero di azioni/quote dal singolo detenute.
Un'ulteriore operazione finanziaria che viene talvolta confusa con l'azionariato popolare è l'equity crowdfunding, ovvero la realizzazione di un finanziamento partecipativo mediante la vendita di azioni o quote societarie; detto finanziamento viene effettuato in occasione di un investimento (come, ad esempio, la costruzione di uno stadio) o in relazione ad un business plan limitato nel tempo, ma non garantisce l'effettiva partecipazione ai processi decisionali interni alla società.

### Germania
In Germania, le associazioni sportive sono sorte tra il XIX e il XX secolo come luogo di ricreazione e aggregazione di comunità di lavoratori e dopolavoro aziendali. La maggior parte dei club sportivi tedeschi mantiene tuttora la propria conformazione originaria, sebbene negli ultimi anni — a partire dal 1999 — siano state introdotte alcune deroghe alla forma associativa.
Le varie squadre sportive sono controllate direttamente dagli associati attraverso le eingetragener Verein (e.V.), associazioni registrate, iscritte in uno speciale albo associativo che ne garantisce lo scopo primario di finalità sociale, tenute al reinvestimento costantemente dei profitti all'interno della divisione e a riservare una quota considerevole alla valorizzazione dello sport di base e ai settori giovanili. Tutti gli associati, oltre ad avere la possibilità di candidarsi a qualsiasi carica di responsabilità in seno all'associazione e al club, partecipano direttamente alle elezioni dei propri rappresentanti e alla definizione delle strategie di gestione dell'intera realtà sportiva, oltre a svolgere un ruolo di controllo su tutti i processi interni. I membri della e.V. possono essere sia associati “passivi”, che si limitano a partecipare direttamente alla governance dell’associazione, sia “attivi”, che partecipano alle attività sportive dilettantistiche offerte dall'associazione sportiva.
In ambito calcistico, solamente le e.V. sono ammesse dalla Deutscher Fußball Bund (DFB) e dalla Deutsche Fußball Liga alla partecipazione ai campionati, professionistici e non.

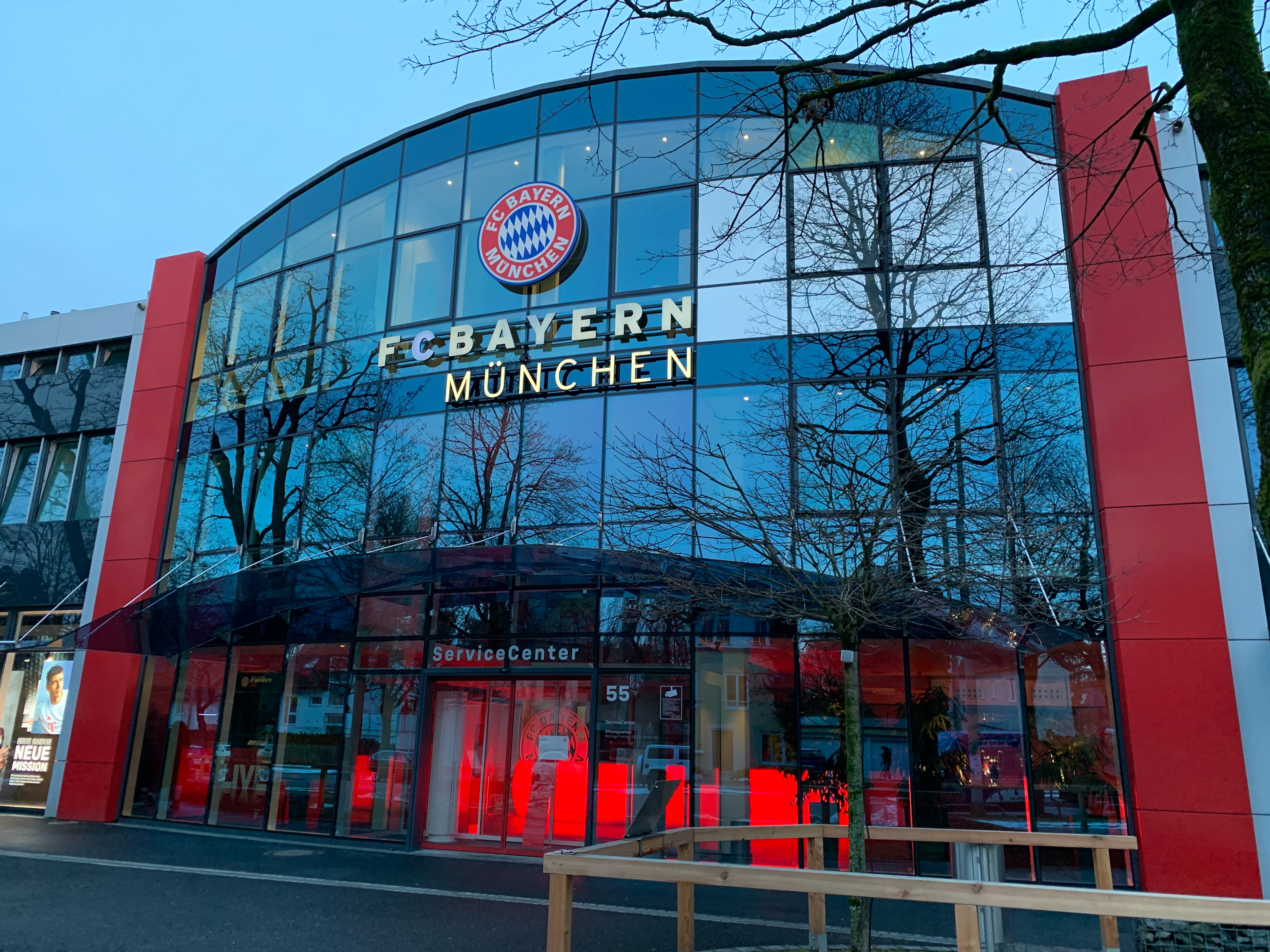
Il, club al 75% di proprietà dei tifosi e con circa trecentomila associati.

A partire dal 1999, alla configurazione originaria delle e.V., sono ammesse delle deroghe che riguardano un numero ristretto di realtà professionistiche:
- la «regola del 50+1» («50+1 Regel»), che consente l'iscrizione ai campionati di una società di capitali purché il 50%+1 delle azioni o quote siano di proprietà di una e.V. oppure, nel caso delle società in accomandita semplice, la e.V. sia il solo socio autorizzato a gestire la divisione calcistica; quest'ultimo è il caso del Borussia Dortmund in cui la e.V. gestisce interamente la squadra sebbene detenga il 5,53% della società quotata Borussia Dortmund GmbH & Co. KGaA;
- le realtà storicamente legate a specifiche aziende, nate come dopolavoro aziendale e rimaste sotto l'influenza delle imprese che le hanno generate — come, ad esempio, Bayer Leverkusen, Wolfsburg e Hoffenheim rispettivamente di proprietà di Bayer, Volkswagen e SAP —, a cui però è imposto di garantire un continuo sostegno allo sport di base.

Un caso a parte quello del RB Lipsia che è tuttora un'associazione registrata ma ha aggirato la norma base, imponendo delle quote di accesso elevate tali da consentire l'ingresso alla e.V. solo a un numero ristretto di soci.
Il club tedesco più famoso al mondo, il Bayern Monaco, dispone di una e.V. di circa trecentomila soci che gestisce il 75% della società, mentre le quote restanti sono di proprietà di Adidas, Allianz e Audi che possiedono ciascuna l'8,33%.
Il modello tedesco, oltre che il più aderente alla definizione di azionariato popolare, è considerato un perfetto equilibrio tra necessità di ingresso di capitali e mantenimento dell'identità del club.

### Italia
Le prime forme di partecipazione attiva e strutturata dei tifosi in Italia nascono tra il 2009 e il 2010; rispetto alle iniziative precedenti, quelle attivate negli anni Duemiladieci, assumono delle caratteristiche ben definite ispirandosi a principi di democrazia interna, inclusività, apertura e indipendenza dal club di riferimento. In questo periodo, infatti, le tifoserie danno vita ad iniziative spontanee, principalmente con lo scopo di salvare le rispettive società, molte delle quali travolte dalle problematiche economiche successive alla grande crisi finanziaria del 2007-2008, e di partecipare attivamente alla loro gestione. Nascono così comitati, associazioni e cooperative, costituite per sostenere economicamente o, talvolta, per ricostruire società fallite.
Tra i vari tentativi intrapresi, si ricordano le esperienze di Mantova, Parma e Ancona. Ad oggi, gli unici esempi effettivamente assimilabili all'azionariato popolare ― seppur con i dovuti distinguo e soprattutto partiti dal “basso” ― sono in ambito dilettantistico: il Derthona, partecipato dal Supporters' Trust “Noi siamo il Derthona”, ed il Fasano, gestito dall'associazione “Il Fasano siamo noi”.
Degna di nota è, inoltre, l'iniziativa dall'APS Taras 706 a.C. che nel 2012 ha fondato il Taranto (compagine non iscritta al termine della stagione 2011-2012) e rilanciato il calcio locale assieme a un gruppo di imprenditori; si è trattato del primo caso in Italia di club che inserisce nello statuto la partecipazione dei tifosi al capitale sociale, alcuni diritti speciali in favore dell'associazione di tifosi ― quali, ad esempio, il diritto di veto su cambio di sede, colori, stemma e denominazione del club —, il diritto di rappresentanza nel consiglio di amministrazione e il diritto di nomina di un sindaco revisore. Per un periodo limitato, dal 2013 al 2016, l'associazione ha anche gestito il settore giovanile del club.
Altre esperienza rilevante è quella dell'associazione “Noi Samb” che, dopo aver sfiorato la proprietà del club, ha avuto in gestione il settore giovanile della Sambenedettese per diverso tempo.

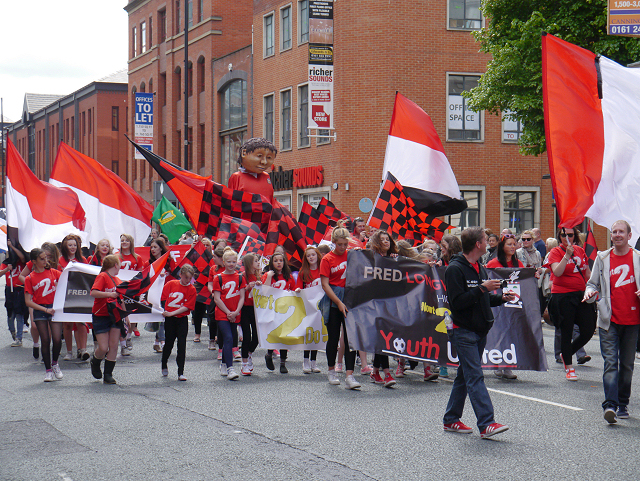
Parata del, club che si configura come CBS ovvero cooperativa di tifosi.

### Regno Unito
A partire dal 2000, in seguito a numerosi salvataggi di club da parte di associazioni di tifosi, il governo britannico ha normato i Supporters' trust, inglobandone l'attività nella disciplina che regolamenta le Community Benefit Society (CBS), cooperative registrate che conducono affari a beneficio della loro comunità reinvestendo in essa gli utili prodotti, ovvero l'equivalente delle italiane società di mutuo soccorso. Da quel momento, la partecipazione dei tifosi alle sorti del club può esplicitarsi in due modi: direttamente, con l'obbligo di operare su base democratica secondo il principio di «una testa, un voto», se la società sportiva si configura come CBS (è il caso, ad esempio, del Utd of Manchester), o altrimenti indirettamente mediante un Supporters' trust oppure ricorrendo alle Community Interest Company (CIC).
I principi fondamentali dei Supporters' trust sono la democraticità («una testa, un voto»), l'indipendenza dal club di riferimento, il forte legame con la comunità di riferimento, l'inclusività e l'assenza di lucro. L'orientamento dell'attività associativa non può prescindere da alcuni compiti sociali: sviluppare una stretta identificazione ed un senso di appartenenza con la propria società sportiva e influire nelle scelte della società sportiva ed essere coinvolti nei meccanismi decisionali.
L'idea alla base del funzionamento dei trust riprende da vicino l'esperienza tedesca ed è molto simile ai principi ispiratori delle eingetragener Verein.

### Spagna
Fino agli anni Ottanta, le società sportive spagnole erano costituite interamente come associazioni no-profit gestite dai propri associati (Socios) secondo il principio di «una testa, un voto»; applicato al professionismo, questo modello aveva tuttavia generato una eccessiva tendenza all'indebitamento e molti club si trovavano in situazioni di dissesto economico.
Con la «Ley del Deporte» del 1990 fu quindi introdotta la SAD (sociedad aútonoma deportiva), una società di capitali con finalità esclusivamente sportiva. La SAD persegue lo sviluppo di un sport agonistico professionale a livello nazionale e ha una serie di obblighi in materia di trasparenza nei confronti del Consejo Superior de Deportes, che vigila sull'accentramento dei diritti di voto in pochi soggetti, approvando o meno le acquisizioni superiori al 25% del capitale societario.

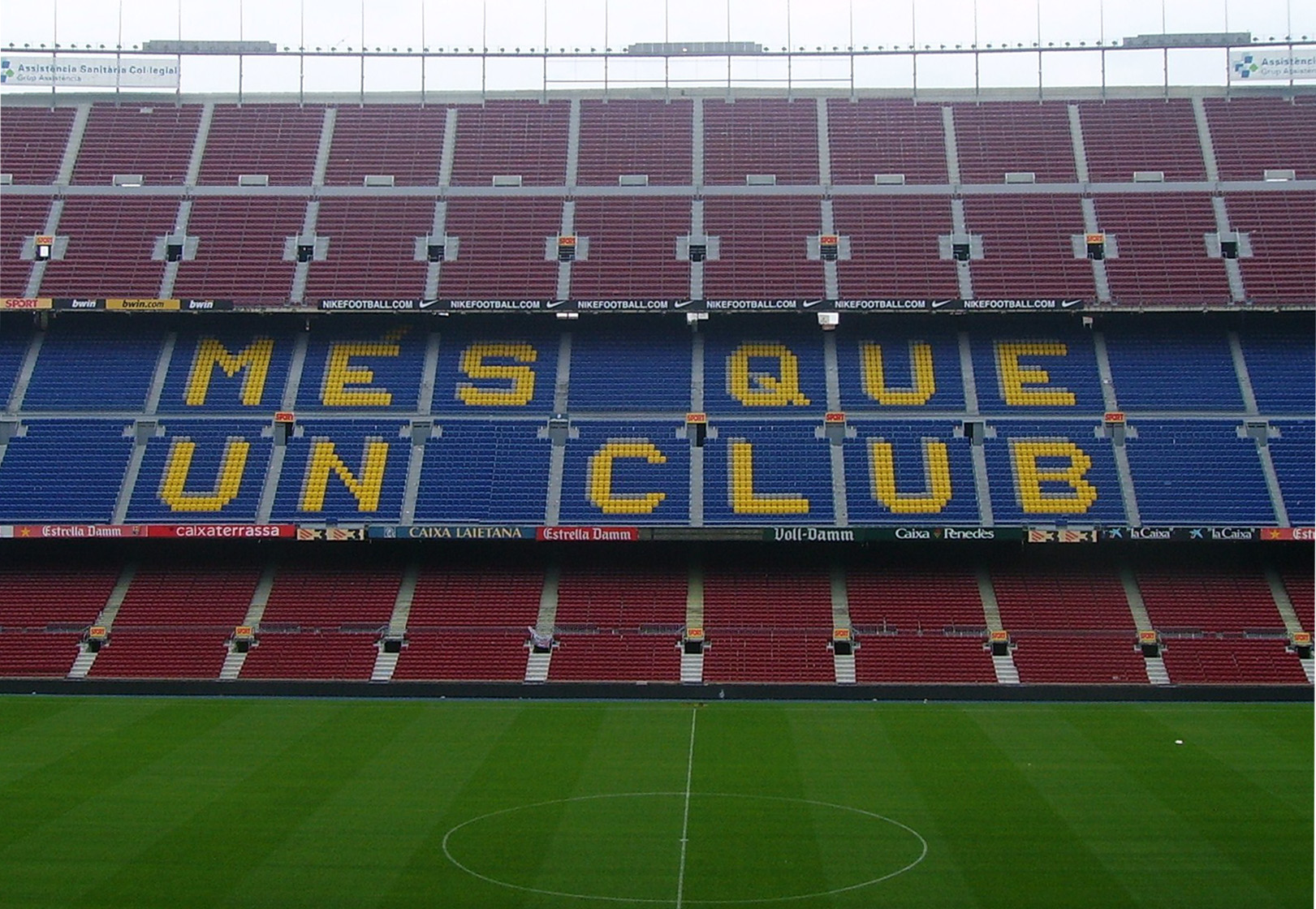
La scritta Més que un club, motto del, che descrive la dimensione sociopolitica dell'associazione, tra i più famosi casi di azionariato sportivo in Europa.

L'obbligo di riforma, diventato effettivo nel 1992, ha riguardato tutte le società di prima e seconda divisione, dispensando solamente quattro realtà che al tempo godevano di una migliore solidità economica — il Real Madrid, il Barcellona, l'Atlético Bilbao e l'Osasuna ―, consentendo loro di mantenere l'originaria forma di associazione senza fini di lucro, e quindi continuare a garantire una consistente ed effettiva “partecipazione popolare” alle vicende dei club. La forma di queste quattro società è quindi del tutto simile alle associazioni previste nel modello tedesco, seppur con alcuni distinguo dovuti alle limitazioni del processo democratico interno. Ad esempio, nel Barcellona, non tutti gli associati sono ammessi all’assemblea bensì solo i delegati che rappresentano almeno duemila soci e tra questi hanno priorità i delegati del Consiglio di amministrazione e quelli dei soci con una maggiore anzianità di adesione; inoltre, sia nel Barcellona che nel Real Madrid, l’accesso alla presidenza è vincolato all'obbligo di essere stato membro effettivo per un certo periodo (specificatamente, sono richiesti 10 anni di anzianità per il Barcellona e 20 anni per il Real Madrid) e i membri del Consiglio di amministrazione devono presentare delle garanzie bancarie che possano coprire almeno al 15% del budget della stagione per far fronte ad eventuali perdite nel corso dell'anno. Chiaramente, questi vincoli restringono alla base le possibilità di accesso alle cariche più rilevanti smarcandosi dal principio di «una testa, un voto» dell'associazione originaria.
Viceversa, alcune SAD hanno previsto vincoli per limitare la presenza di grandi investitori e mantenere una proprietà quanto più partecipata: è il caso del Deportivo La Coruña, dove il singolo azionista non può possedere più del 2,5% delle azioni societarie, o dell'Eibar, dove il limite è del 2%.
Al di sotto della seconda divisione, non c'è l'obbligo di costituirsi in SAD e sono numerose le realtà che hanno mantenuto la forma originaria continuando a garantire alla comunità di riferimento pieni poteri di indirizzo nella gestione del club; vi sono inoltre molti casi di società sportive, convertite in SAD al tempo della riforma e ricostituite successivamente con l'originaria forma di associazione sportiva. Un caso ibrido è quello del Real Murcia, una SAD che nel 2018 si è salvata dal fallimento con un aumento di capitale e la messa in vendita di quote ai tifosi, creando una situazione societaria assimilabile più al modello tedesco che a quello spagnolo.